# Остен-Сакен, Александр Львович фон дер
Александр Львович (Людвигович) фон дер Остен-Сакен (17 декабря 1875, Санкт-Петербург — 12 сентября 1938, Берлин) — барон из рода Остен-Сакенов.

## Биография
Родился 17 декабря 1875 года в Санкт-Петербурге. Был вольноопределяющимся лейб-гвардии Преображенского полка. Состоял на различных государственных службах.
После революции эмигрировал за границу. Умер 12 сентября 1938 года в Берлине. Похоронен на православном кладбище Тегель в Берлине.

## Семья
Отец — Людвиг Егорович фон дер Остен-Сакен (1836—1909). Мать — баронесса Александра Александровна фон дер Остен-Сакен (урожд. фон Теттенборн; 1849–1930, Ленинград), внучка (по отцу) генерала и дипломата Фридриха Карла фон Теттенборна, а по матери — внучка Ивана Федорович Базилевского, золотопромышленника и мецената.
Братья:
- Иван Людвигович Остен-Сакен (1872—1909). В 1894 году окончил Императорский Александровский лицей, служил в министерстве земледелия и государственных имуществ. Был депутатом Санкт-Петербургского губернского дворянского собрания, почетным мировым судьей Петергофского уезда и членом совета Санкт-Петербургского Ольгинского детского приюта трудолюбия. Покончил жизнь самоубийством, запутавшись в долгах. Его жена — Мария Рафаиловна Николаева, дочь М.К.Тенишевой. Дочь — Ольга (род. в 1903).
- Константин Людвигович фон дер Остен-Сакен (1874—1937). Окончил Санкт-Петербургский Императорский университет. После революции проживал с матерью в Петрограде (Ленинграде) в квартире на улице Якубовича дом 24. Работал старшим архивистом в Государственном гидрологическом институте. Был арестован, обвинен в шпионаже, срок отбывал в Соловецком лагере особого назначения. После отбытия двух лет наказания выслан в город Грязовец Вологодской области. 4 декабря 1937 года в Вологодской области за контрреволюционные преступления было осуждено 289 человек, из них 234 приговорено к высшей мере наказания. В этот список попал и К.Л.Остен-Сакен. Место захоронения неизвестно.
- Василий Людвигович фон дер Остен-Сакен-Теттенборн (1881—1949, Буэнос-Айрес). В 1913 году Высочайшим указом ему дозволено присоединить фамилию Теттенборн и именоваться с потомством бароном фон дер Остен-Сакен-Тетенборн. После революции эмигрировал за границу. В Германии — секретарь С.Д.Боткина. После Второй мировой войны уехал в Южную Америку.

Супруга — Марта Остен-Сакен (урожд. Крафтмайер; ум. в 1951). Вне брака родился сын — Фёдор Александрович Казнин (1913—после июня 1941 (пропал без вести)